# Pont Cochecton–Damascus
Le Cochecton–Damascus Bridge est un pont routier américain qui franchit le Delaware ; il relie les deux États de New York et de la Pennsylvanie.